# Monte Nasorolevu
El monte Nasorolevu es la mayor altitud de la isla de Vanua Levu en Fiyi elevándose hasta los 1.032 m s. n. m. por lo que es la cuarta montaña en términos de elevación a escala nacional. 

## Coordenadas
Su latitud es de -16.6167 y su longitud de 179.4.